# Sunnansjö
För andra betydelser, se Sunnansjö (olika betydelser).
Sunnansjö är en tätort med cirka 600 invånare i Grangärde socken, Ludvika kommun, omkring 20 kilometer nordväst om Ludvika. Länsväg 245 passerar orten, som ligger på näset mellan sjöarna Väsman och Bysjön.

## Beskrivning
Bebyggelsen i Sunnansjö består mest av egnahem och villor, men äldre gårdsbildningar är alltjämt framträdande i miljön. Centrum ligger vid Hyttvägen, en gammal landsvägssträckning mellan Sunnansjö herrgård i söder och Anders Larsgården i norr. Vid Hyttvägen 20 återfinns Sunnansjö Jernhandel som har legat på samma plats och sålt järn- och byggprodukter sedan 1900-talets början. 
I ortens norra del ligger Grangärde hembygdsgård som drivs av Grangärde Hembygdsförening. Där finns ett stort antal ditflyttade äldre byggnader från Grangärde socken samlade. Platsens återkommande evenemang är midsommarfirande och spelmansstämma.
Sunnansjö har förskola, liksom grundskola upp till årskurs sex, samt äldreboende och vårdcentral (Vårdcentral Sunnansjö).
I Sunnansjö ligger även Sunnansjö kraftstation, ett vattenkraftverk, invigt 1917 på platsen för den tidigare stångjärnssmedjan (se Sunnansjö bruk). Kraftstationsbyggnaden är byggd av sandfärgat så kallat Ludvikategel (egentligen kalksandsten). Numera ägs och drivs anläggningen av VB Energi. Normal årsproduktion ligger på 600 MWh.
På en tallbevuxen höjd mitt i samhället ligger Tallmogården, öppnad 1947 som ett av Sveriges modernaste ålderdomshem. På 1970-talet övertogs anläggningen av Hälsofrämjandet, som 1972 öppnade hälsohemmet Vital center, fast namnet Tallmogården återtogs några år senare. Hälsohemmet var i drift fram till 1996. Mellan 2013 och 2017 var Tallmogården flyktingförläggning. År 2018 förstördes matsalen i en misstänkt mordbrand.

## Historik
Den ursprungliga Sunnansjö by låg vid södra stranden av Bysjön, därav namnet. Ortnamnet Sunnansjö har senare kommit att beteckna ett större område, som omfattar flera olika historiska byar, bland andra Kvarngärde, Broby och Lågnäset.
Platsen lär ha fått sina första bosättningar på 1000-talet. Under största delen av historien har jordbruket varit basnäring, fast järnhanteringen här var betydande fram till 1880-talet. Hyttan i Sunnansjö nämns första gången 1562 och 1624 tillkom en stångjärnshammare. Bruksrörelsen lades ned på 1880-talet, under Ehrenfried Roths tid som brukspatron. Kvar från brukstiden finns bland annat Sunnansjö kvarn, en ruin efter Sunnansjö hytta samt Sunnansjö herrgård i karolinsk stil och byggd på 1700-talet. Herrgården inklusive några tillhörande byggnader är sedan 1995 byggnadsminne.
På 1800-talet var Sunnansjö en viktig utskeppningsort, för ortens bruk och för ett sydligare beläget faktori. Då ångbåtar tog över mot slutet av 1800-talet utvecklades också persontrafiken. Kring sekelskiftet började rena lustresor att förekomma. Sunnansjö hamn eller Väsmankajen sydväst om Sunnansjö herrgård blev ortens viktigaste träffpunkt. Regelbunden fartygstrafik mellan Sunnansjö och Ludvika över Väsman fanns fram till 1932.
.

### Befolkningsutveckling
| Befolkningsutvecklingen i Sunnansjö 1960–2020 | Befolkningsutvecklingen i Sunnansjö 1960–2020 | Befolkningsutvecklingen i Sunnansjö 1960–2020 | Befolkningsutvecklingen i Sunnansjö 1960–2020 | Befolkningsutvecklingen i Sunnansjö 1960–2020 |
| --------------------------------------------- | --------------------------------------------- | --------------------------------------------- | --------------------------------------------- | --------------------------------------------- |
|                                               |                                               |                                               |                                               |                                               |
| År                                            |                                               |                                               | Folkmängd                                     | Areal (ha)                                    |
| 1960                                          | 1960                                          |                                               | 462                                           |                                               |
| 1965                                          | 1965                                          |                                               | 438                                           |                                               |
| 1970                                          | 1970                                          |                                               | 431                                           |                                               |
| 1975                                          | 1975                                          |                                               | 576                                           |                                               |
| 1980                                          | 1980                                          |                                               | 647                                           |                                               |
| 1990                                          | 1990                                          |                                               | 584                                           | 151                                           |
| 1995                                          | 1995                                          |                                               | 578                                           | 156                                           |
| 2000                                          | 2000                                          |                                               | 594                                           | 156                                           |
| 2005                                          | 2005                                          |                                               | 557                                           | 156                                           |
| 2010                                          | 2010                                          |                                               | 560                                           | 155                                           |
| 2015                                          | 2015                                          |                                               | 614                                           | 174                                           |
| 2020                                          | 2020                                          |                                               | 602                                           | 174                                           |
|                                               |                                               |                                               |                                               |                                               |

## Bilder

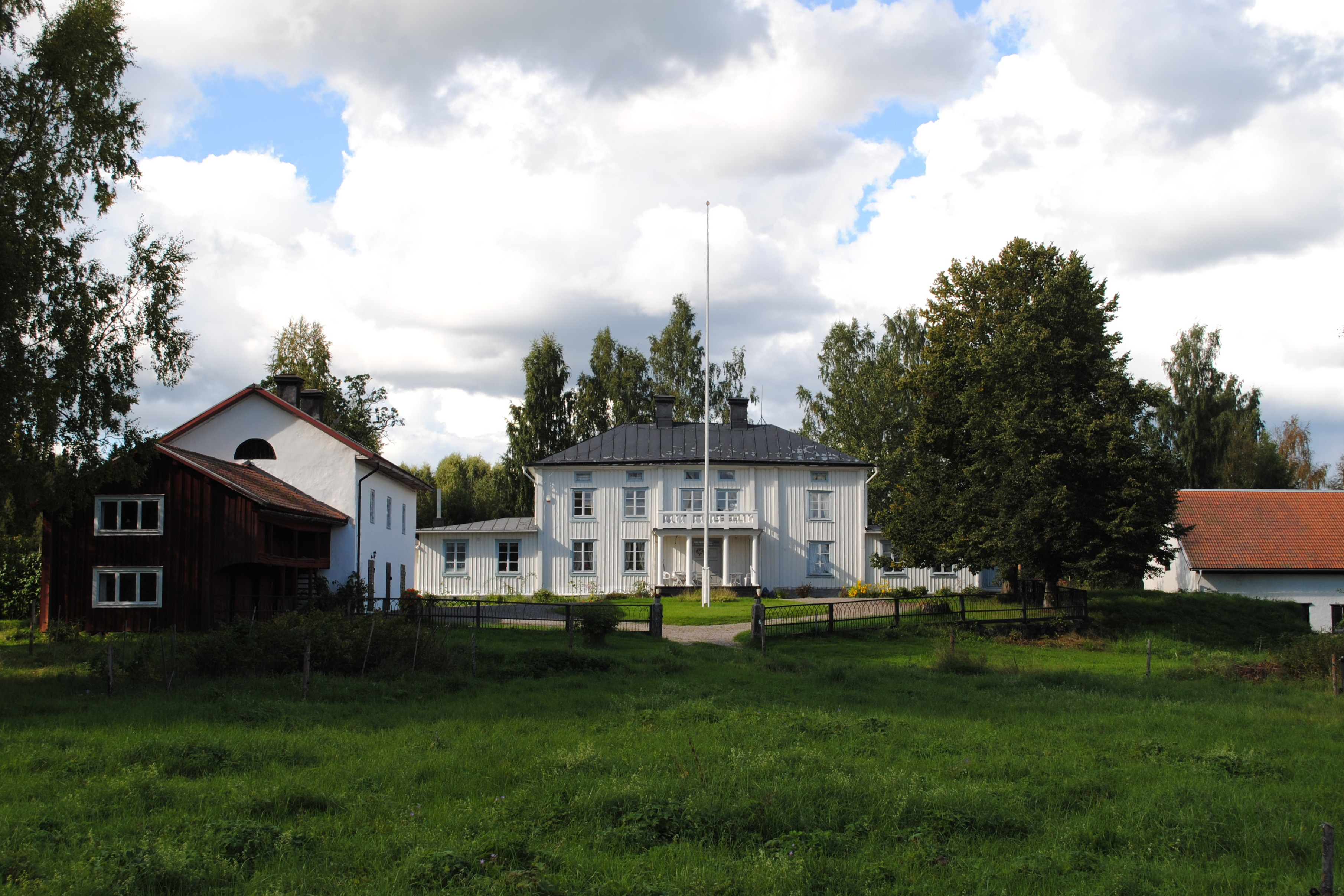
Broby Gård 2011
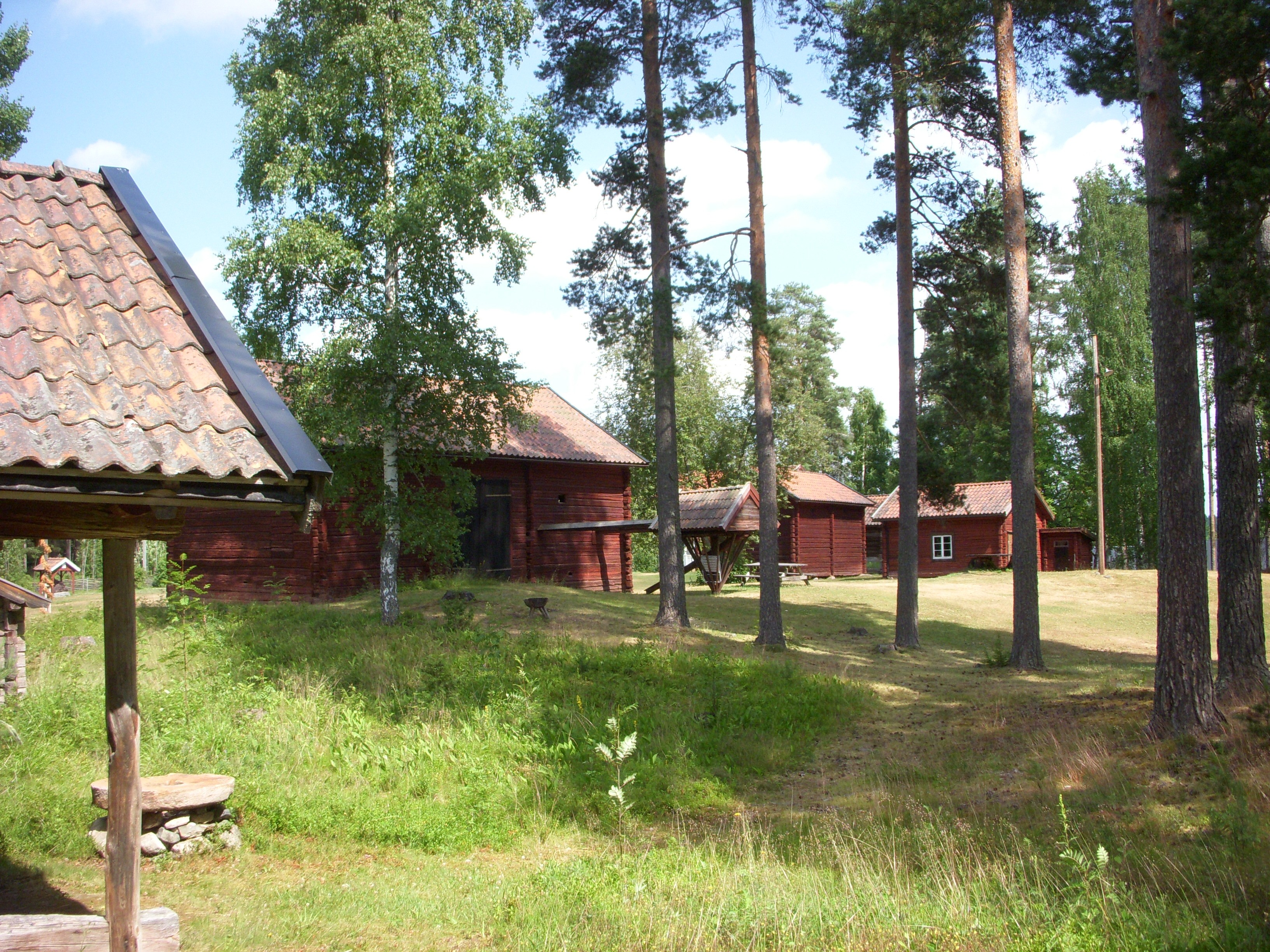
Grangärde hembygdsgård 2010
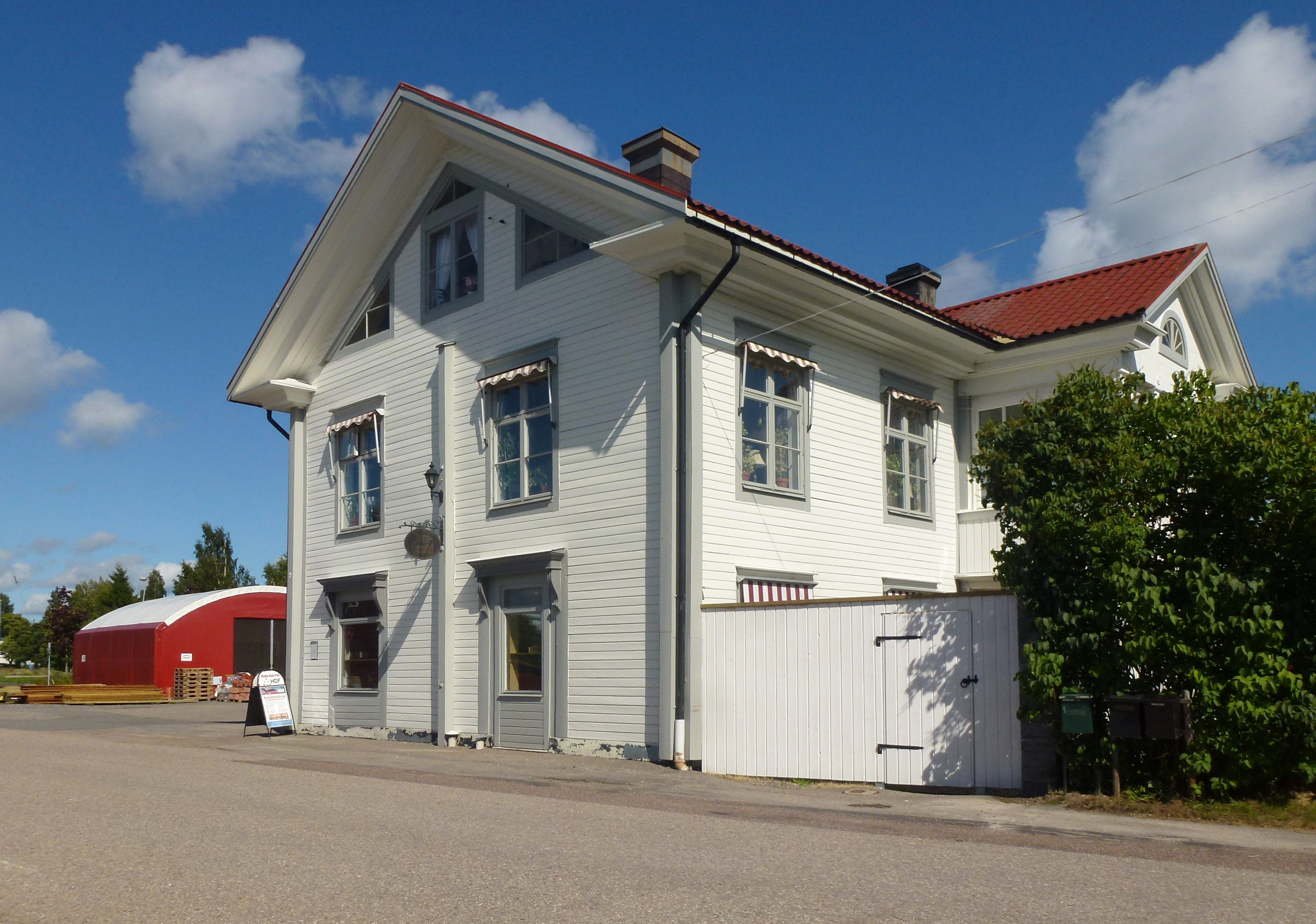
Sunnansjö Jernhandel 2013
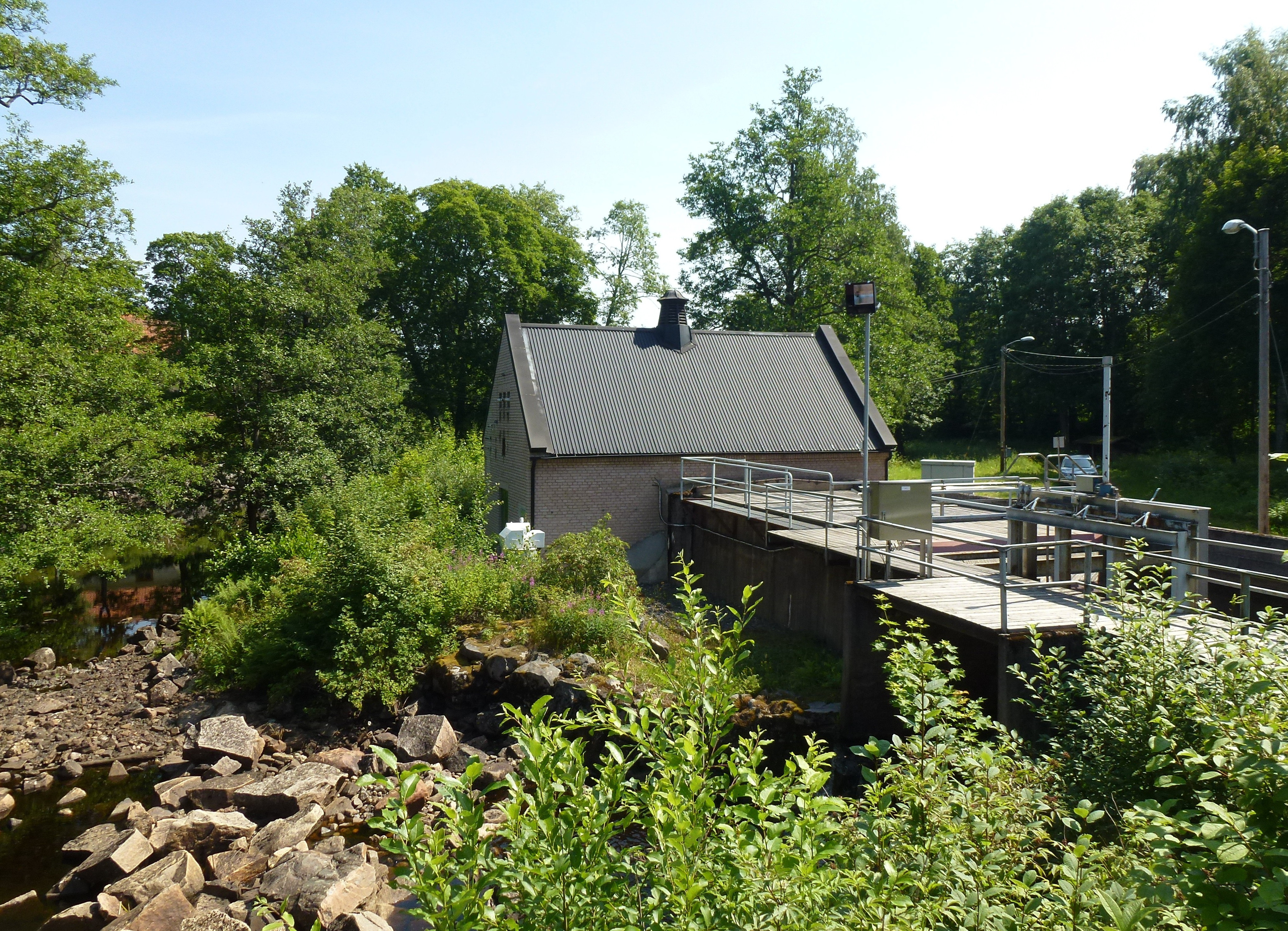
Sunnansjö kraftstation 2013